# Shamil Mamedov
Shamil Alievich Mamedov (in russo Шамиль Алиевич Мамедов?; Belidzhi, 8 febbraio 2001) è un lottatore russo, specializzato nella lotta libera.

## Biografia
Ai mondiali di Belgrado 2023, in cui ha gareggiato come atleta individuale autorizzato, è stato estromesso dal tabellone principale del torneo dei 65 kg dall'ungherese Iszmail Muszukajev. Ai ripescaggi ha superato il kazako Adil Ospanov e, infine, vinto la finalina per il bronzo, sconfiggendo l'iraniano Rahman Amouzad.

## Palmarès
| Anno                                                | Manifestazione   | Sede     | Evento | Risultato | Note |
| --------------------------------------------------- | ---------------- | -------- | ------ | --------- | ---- |
| In rappresentanza della Russia                      |                  |          |        |           |      |
| 2018                                                | Mondiali cadetti | Zagabria | 60 kg  | 5º        |      |
| 2021                                                | Mondiali junior  | Ufa      | 65 kg  | Oro       |      |
| In rappresentanza degli Atleti Individuali Neutrali |                  |          |        |           |      |
| 2023                                                | Mondiali         | Belgrado | 65 kg  | Bronzo    |      |

## Altre competizioni internazionali

### Per la Russia
2022
- Oro nei 65 kg all'Ivan Yarygin Grand Prix ( Krasnoyarsk)

### Per la Russian Wrestling Federation
2022
- Oro nei 65 kg al RS - Yasar Dogu ( Istanbul)